# Piona washingtonensis
Piona washingtonensis är en kvalsterart som beskrevs av Cook 1960. Piona washingtonensis ingår i släktet Piona och familjen Pionidae. Inga underarter finns listade i Catalogue of Life.